# پاپ آناستازیوس دوم
پاپ آناستازیوس دوم (به انگلیسی: Pope Anastasius II) یکی از پاپ‌های کلیسای کاتولیک رم بود که بین سال‌های ۴۹۶ تا ۴۹۸ میلادی پاپ بود.